# Léa Stöckel
Pour les articles homonymes, voir Stöckel.
Léa Stöckel est une joueuse de hockey sur gazon allemande évoluant au poste de milieu de terrain.

## Biographie
Léa est née le 24 avril 1994 en Allemagne et est la sœur de Maike Stöckel, également internationale allemande.

## Carrière
Elle a débuté en équipe nationale première en 2013.

## Palmarès
- : 1re à l'Euro 2013.
- : 3e à l'Euro 2015.